# Roberto Micheletti
Roberto Micheletti Bain (ur. 13 sierpnia 1943 w El Progreso), honduraski polityk, przewodniczący Kongresu Narodowego od stycznia 2006 do czerwca 2009. P.o. prezydenta Hondurasu od 28 czerwca 2009 do 27 stycznia 2010.

## Życiorys
Roberto Michelettii urodził się w El Progreso w departamencie Yoro w 1943 jako syn włoskiego emigranta i jedno z dziewięciorga dzieci. Wychowywał się w bardzo religijnej katolickiej rodzinie. Studiował na Universidad Autónoma de Monterrey w Monterrey w Meksyku oraz prawo na Universidad Nacional Autónoma de Honduras w Tegucigalpie.
Micheletti od początku swojej działalności politycznej związany był z Partią Liberalną Hondurasu (PLH, Partido Liberal de Honduras). W 1963 był członkiem straży honorowej prezydenta Ramóna Villedy Moralesa, który w tym samym roku został obalony przez wojskowych. Wynieśli oni do władzy członków Partii Konserwatywnej, a Micheletti razem z innymi działaczami Partii Liberalnej spędził 27 dni w więzieniu. W latach 1973–1976 mieszkał w Tampa na Florydzie, a przez kolejne dwa lata w Nowym Orleanie. Przebywając przez 5 lat w Stanach Zjednoczonych prowadził własny sklep odzieżowy.
Po powrocie do kraju, w 1980 brał udział w pracach nad nową konstytucją. W 1980 został deputowanym Kongresu Narodowego (parlamentu). W latach 1998-2000 był dyrektorem honduraskiego przedsiębiorstwa telekomunikacyjnego Hondutel. W styczniu 2006 objął stanowisko przewodniczącego Kongresu Narodowego.
30 listopada 2008 Micheletii poniósł porażkę w prawyborach Partii Liberalnej na stanowisko kandydata w wyborach prezydenckich w listopadzie 2009. W głosowaniu zdobył 26% głosów, przegrywając z Mauricio Villedą, który uzyskał 54% głosów.

## P.o. prezydenta Hondurasu
Po odsunięciu od władzy przez wojsko prezydenta Manuela Zelayi 28 czerwca 2009, Micheletti jako przewodniczący Kongresu Narodowego, przejął funkcję szefa państwa. Tego samego dnia został zaprzysiężony jako tymczasowy prezydent Hondurasu.
Kongres ogłosił, że tymczasowy prezydent będzie pełnił władzę do czasu wyborów generalnych 29 listopada 2009. Jako przyczynę odsunięcia prezydenta Zelayi podał "wielokrotne naruszenia konstytucji i prawa oraz zignorowanie decyzji instytucji sądowniczych". Micheletti zarządził wprowadzenie godziny policyjnej w całym kraju w godzinach 21:00-6:00. Stwierdził, że nie przejmuje władzy "pod piętnem zamachu stanu", lecz "wskutek absolutnie legalnego procesu transferu", a armia działała w zgodzie z konstytucją
. 30 czerwca Roberto Micheletti powołał 6 nowych członków rządu, w tym ministra spraw zagranicznych, ministra finansów i ministra obrony.
Na początku lipca 2009 rząd tymczasowy Hondurasu wyraził wolę prowadzenia rozmów z OPA, a Micheletti zaoferował wysłanie delegacji na rozmowy z organizacją. Jednocześnie oskarżył sąsiednią Nikaraguę o przegrupowanie wojsk pod granicę z Hondurasem i tym samym rozpoczęcie "psychologicznej inwazji". Wezwał Nikaraguę do poszanowania suwerenności jego kraju, podkreślając jednak, że Honduras nie boi się jej bronić. Władze nikaraguańskie oficjalnie zaprzeczyły zarzutom Michelettiego.
9 lipca w San José w Kostaryce uczestniczył w spotkaniu z Manuelem Zelayą i prezydentem Oscarem Ariasem, które nie przyniosło jednak żadnego przełomu. Zelaya przed rozmową z Ariasem określił Michelettiego mianem "kryminalisty" i ponowił żądanie natychmiastowego przywrócenia go na stanowisko szefa państwa. Micheletti stwierdził, że jest "całkowicie usatysfakcjonowany" rozmowami i zapowiedział postawienie Zelayi przed sądem w przypadku jego powrotu do Hondurasu. 18 lipca wziął udział w drugiej rundzie rozmów negocjacyjnych w Kostaryce. Odrzucił jednak plan porozumienia zaproponowany przez prezydenta Ariasa, stwierdzając że powrót Zelayi na stanowisko prezydenta jest niemożliwy i nie podlega negocjacjom.
21 lipca Roberto Micheletti dał personelowi wenezuelskiej ambasady 72 godziny na opuszczenie Hondurasu. Oskarżył Wenezuelę o grożenie użyciem siły i mieszanie się w sprawy wewnętrzne Hondurasu. Poinformował, że z Caracas zostanie wycofany również personel ambasady honduraskiej. Przedstawiciele Wenezueli stwierdzili, że nie opuszczą placówki, gdyż nie uznają rządu Michelettiego, który "jest wspierany przez bagnety".
9 sierpnia Micheletti zgodził się na przybycie do Hondurasu misji pokojowej OPA, składającej się z sekretarza generalnego organizacji oraz ministrów spraw zagranicznych Argentyny, Dominikany, Jamajki, Kanady, Kostaryki i Meksyku i Panamy. Data jej przybycia pozostała jednak nieokreślona. 17 sierpnia 2009 do Waszyngtonu udała się delegacja rządu tymczasowego, by wziąć udział w rozmowach na temat rozwiązania kryzysu. 18 sierpnia 2009 Micheletti powiedział, że jego kraj rozważa wyjście z ALBA i jest mu obojętne, czy organizacja ta uzna wyniki jesiennych wyborów prezydenckich w Hondurasie. 22 sierpnia 2009 Sąd Najwyższy odrzucił plan pokojowy prezydenta Ariasa stwierdzając, że w przypadku powrotu Zelayi do kraju zostanie on aresztowany i postawiony przed sądem. Przypomniał, że Zelaya jest oskarżony o zdradę stanu oraz nadużycie władzy. Sąd podkreślił legalność rządu tymczasowego, który objął władzę zgodnie z "konstytucyjną sukcesją".
24 sierpnia 2009 Micheletti przyjął przybyłą do Hondurasu misję OPA, złożoną z siedmiu ministrów spraw zagranicznych państw regionu i sekretarza generalnego organizacji. Jej celem było nakłonienie rządu tymczasowego do akceptacji Porozumienia z San Jose. Misja zakończyła się jednak niepowodzeniem, gdyż Micheletti po raz kolejny odrzucił możliwość przywrócenia do władzy Manuela Zelayi. 25 sierpnia stwierdził on, że jego kraj "nie obawia się żadnego embarga" i przetrwa wszelkie sankcje gospodarcze. Zadeklarował, że jego rząd przeprowadzi wybory prezydenckie w listopadzie, bez względu na to czy ich wyniki zostaną uznane przez inne państwa.